# James Johnson (koszykarz)
James Patrick Johnson (ur. 20 lutego 1987 w Cheyenne, w stanie Wyoming) – amerykański koszykarz, grający na pozycji niskiego skrzydłowego, od 2022 zawodnik Indiana Pacers.
Absolwent uniwersytetu Wake Forest. Do NBA dołączył w 2009, gdy Chicago Bulls wybrali go z 16 numerem draftu 2009. 22 lutego 2011 Johnson został wytransferowany do Toronto Raptors w zamian za wybór w pierwszej rundzie draftu 2011. 16 lipca 2012 Johnson został wymieniony do Sacramento Kings za wybór w drugiej rundzie draftu 2014.
16 grudnia 2013 Johnson podpisał kontrakt z Memphis Grizzlies.
17 lipca 2014 podpisał kontrakt z Toronto Raptors. 10 lipca 2016 podpisał roczną umowę, wartą 4 miliony dolarów z Miami Heat.
6 lutego 2020 został wytransferowany do Minnesoty Timberwolves. 20 listopada trafił w wyniku wymiany do Oklahoma City Thunder. 27 listopada dołączył do Dallas Mavericks.
25 marca 2021 został wymieniony do New Orleans Pelicans. 6 sierpnia 2021 został zawodnikiem Brooklyn Nets. 7 kwietnia 2022 opuścił klub. 16 sierpnia 2022 dołączył do Indiana Pacers. 9 lutego 2023 został zwolniony. 13 lutego 2023 zawarł nową umowę z klubem. 15 grudnia 2023 podpisał kolejny kontrakt z Pacers.

## Osiągnięcia
Stan na 12 stycznia 2024, na podstawie, o ile nie zaznaczono inaczej.
NCAA
- Uczestnik turnieju NCAA (2009)
- Wybrany do: 
  - I składu pierwszoroczniaków konferencji Atlantic Coast (ACC – 2008)
  - III składu ACC (2008, 2009)